# Argenter
Un argenter és aquell menestral que tenia l'ofici de treballar principalment l'argent, però també altres metalls preciosos i fins i tot combinar-los amb pedres precioses.
La mateixa activitat però especialitzada amb l'or rebia el nom d'orfebre, i si estava especialitzat només en la manufactura de joies s'anomenava joier.

## Història
A Catalunya, aquest luxós ofici va agafar relleu quan l'art gòtic estava ja en ple auge en els gustos culturals de l'època, moment en el qual els obradors d'argent dels monestirs començaren a ser substituïts per professionals en llurs tallers familiars urbans. Per exemple, la Confraria d'Argenters de Barcelona està documentada com a mínim ja des del 13 de maig del 1381, data en la qual el llavors infant Joan va cedir-los el privilegi d'autoritzar o no l'entrada d'aquells que aspiraven a exercir aquest ofici a la ciutat. Els nous permisos s'anunciaven durant la diada de Sant Eloi, el patró de la confraria.
També treballaven argenters en ciutats com ara Lleida, Girona, Vic o Tortosa.
A Mallorca, els argenters també conformaven un col·legi professional, que data del segle xiv, i les ordenances més antigues que es coneixen són de 1353. El seu patró era sant Eloi (patró també dels ferrers), que veneraven a la capella del sant de l'església de Santa Eulàlia. L'escut del col·legi consistia en una hídria d'or. Els argenters de Mallorca tenien les botigues principalment al carrer de l'Argenteria, i molts eren xuetes. Encara ara es conserven diverses joieries en aquest carrer.
Imposats els canvis de la Nova Planta, a Barcelona, Mataró i Reus l'any 1732 aquest ofici va canviar llur organització tradicional en col·legi o confraria per passar a considerar-se congregació o art. Després l'ofici mantingué un col·legi d'argenters fins que aquest va desaparèixer entre el 1870 i el 1873.